# Sistema di controllo aziendale
Il sistema di controllo aziendale è un insieme di procedure per mezzo delle quali si verifica il raggiungimento degli obiettivi con un impiego efficiente ed efficace delle risorse. Esso rappresenta la fase del processo direzionale successiva alla pianificazione aziendale e alla gestione.

## Descrizione
Il sistema di controllo non deve essere immaginato come un semplice strumento di rilevazione dei dati a posteriori.  Il semplice controllo deve permettere l'applicazione dei successivi interventi di regolazione dell'interno sistema di pianificazione, il controllo deve costruire una fonte di nuove informazioni che consentano di migliorare la pianificazione e la programmazione future, secondo un'azione di ritorno (feed-back).
Per attuare il controllo di gestione è necessario disporre di un particolare ed evoluto sistema informativo, che prende il nome di sistema informativo direzionale. Il sistema di controllo di gestione (direzionale) è il processo con cui si raccolgono i dati e si rappresentano, analizzano, elaborano e interpretano al fine di indirizzare le decisioni degli organi aziendali.
Le informazioni vengono attinte sia dal sistema informativo contabile che extracontabile. La loro rielaborazione avviene in modo separato, isolando quanto viene ritenuto significativo per le decisioni di tipo sia operativo che strategico. È possibile che vengano richiesti altri studi, progetti e ricerche per integrare le informazioni già disponibili.

## Le fasi
Il sistema di controllo si articola in due tempi:
- verifica del raggiungimento degli obbiettivo: si attua per mezzo della determinazione degli scostamenti tra i risultati attesi (fissati in sede di formulazione dei budget) e i risultati effettivi; è il cosiddetto controllo di efficacia;
- verifica del consumo di risorse: per raggiungere gli obbiettivi, sono state impiegate delle risorse e si tratta di valutare se tale consumo sia accettabile o no, altrimenti occorre operare degli interventi correttivi nella pianificazione e programmazione o nella gestione; è la fase denominata controllo di efficienza.

## Requisiti
Per essere efficace il controllo deve possedere alcuni fondamentali requisisti. Deve essere: 
- localizzato: deve individuare in modo preciso le aree su cui apportare correzioni
- approfondito: deve andare a fondo dell'analisi delle variabili che possono avere un'influenza su raggiungimento o no degli obbiettivi
- tempestivo: i suoi interventi devono essere effettuati in tempo utile per apportare le correzioni necessarie, prima che le conseguenze negative abbiano avuto il sopravvento
- sistematico: deve usufruire di informazioni costanti e programmate e non soltanto su specifica richiesta
- concomitante: non deve essere un controllo esclusivamente a posteriori, ma deve cominciare a verificare il raggiungimento degli obiettivi durante l'attività di gestione
- rapido: negli interventi, senza inutili perdite di tempo
- economico: i suoi costi devono essere bilanciati dai vantaggi che esso è in grado di produrre nei confronti della gestione economica aziendale.

## Strumenti
In particolare, il sistema informativo direzionale, organizza la contabilità direzionale, si avvale di: 
- Budget (operativo e funzionale) per la verifica preventiva in sede di programmazione
- Contabilità generale: per il controllo a posteriori dei risultati della gestione
- Contabilità gestionale: per il controllo concomitante durante la gestione
- Reporting: inteso come insieme di relazioni e di rapporti, per comunicare i risultati di controllo.